# Herbert Speyer
Pour les articles homonymes, voir Speyer.
Herbert Louis Jean Speyer, né le 7 octobre 1870 à Londres et y décédé le 14 mars 1942 fut un homme politique libéral belge.
Speyer fut docteur en droit, en sciences politiques et administratives; professeur à l'ULB; sénateur des arrondissements de la province de Luxembourg dès 1912.
Durant la Seconde Guerre mondiale, Speyer présida depuis Londres (la Belgique alors sous occupation), la mission juridique du Comité permanent de Législation du ministère de la Justice.
Il joua également un rôle important dans l'Agence juive.

## Écrits
- La constitution juridique de l'empire colonial britannique, Paris, 1906[3]
- Les vices de notre procédure en Cours d'assise, Brussel, Bruylant, 1898.
- Comment nous gouvernerons le Congo, Brussel, 1907.
- Faut-il garantir la dette congolaise?, Brussel, 1908.
- Y a-t-il lieu de reviser la Loi coloniale du 18 octobre 1908?, Brussel, 1912.
- La réforme du Sénat, Brussel, 1914.
- La réforme de l'Etat en Belgique, Brussel, Bruylant, 1927.
- Corporatisme ou parlementarisme réformé, Brussel, Bruylant, 1935.
- Le rôle des partis, 1939.
- L'Organisation politique coloniale et la Charte de 1908, 1940.

## Autres références bibliographiques
- Paul VAN MOLLE, Het Belgisch Parlement, 1894-1972, Antwerpen, 1972.
- Luc SCHEPENS, De Belgen in Groot-Brittannië 1940-1944, Brugge, 1980.

## Sources
- Liberaal Archief